# Tsukumogami

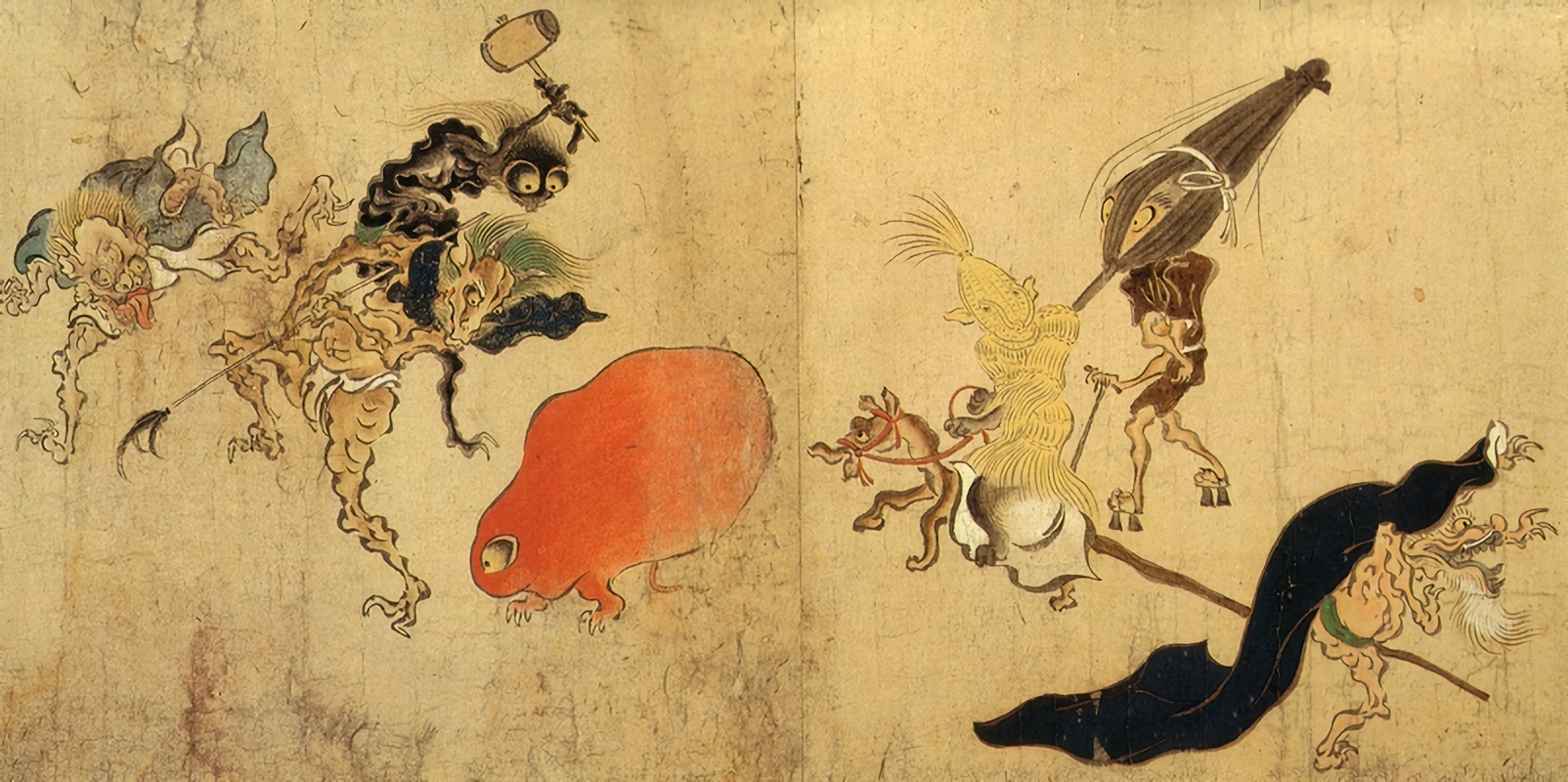
Tsukumogami van Hyakki Yako Emaki

Een tsukumogami (付喪神) is een fictief wezen Japanse mythologie en folklore, gebaseerd zijn op alledaagse voorwerpen. Volgens een Japans volksgeloof krijgt een gebruiksvoorwerp als het 99 jaar oud is een eigen leven en bewustzijn, en veranderd in een Tsukomogami. De kanji voor Tsukomogami zijn dan ook dezelfde als die voor “99 goden”.
Tsukumogami horen tot de yokai. Elk voorwerp kan een tsukumogami worden. Ze worden gezien als geesten en bovennatuurlijke wezens.

## Omschrijving
Er is geen vaste omschrijving van het uiterlijk van een Tsukumogami, daar hun uiterlijk sterk wordt bepaald door het voorwerp waaruit ze zijn ontstaan. Tuskumogami zijn niet noodzakelijkerwijs kwaadaardig en houden meer van het uithalen van practical jokes. Volgens de Otogizōshi kunnen ze echter wel agressief worden tegen mensen die gebruiksvoorwerpen na jaren dienst zomaar weggooien. Mede hierdoor worden in Japan enkele Jinja-ceremonies gehouden om de geesten van weggegooide of gebroken voorwerpen gunstig te stemmen. Moderne voorwerpen zouden echter geen tsukumogami kunnen worden omdat deze wezens een afkeer hebben van elektriciteit.

## Ondersoorten

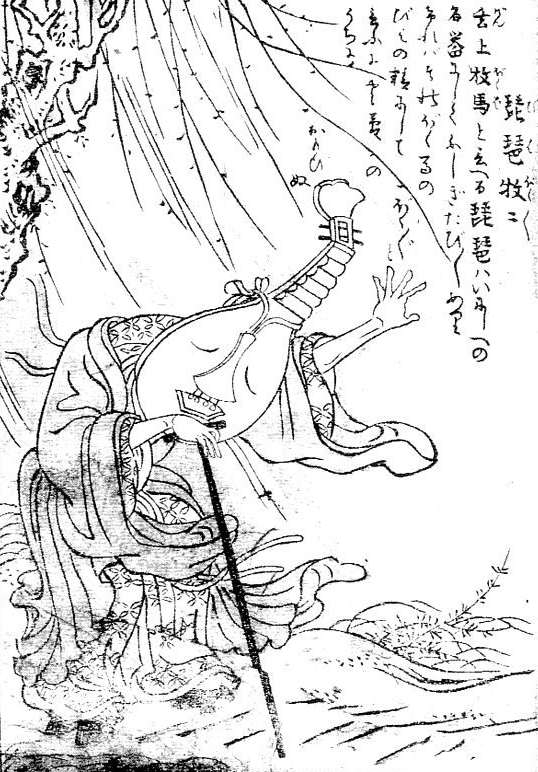
Biwa-bokuboku (琵琶牧々), geschilderd door Toriyama Sekien (鳥山石燕)

Omdat in feite elk voorwerp een tsukumogami kan worden, is tsukumogami een verzamelnaam voor een groot aantal wezens. Een aantal van deze wezens hebben eigen namen gekregen:
- Bakezōri: strosandalen.
- Karakasa (or Kasa Obake): paraplu
- Chōchinobake: lantaarn
- Ittan-momen: rol katoen
- Biwa-bokuboku: muziekinstrument
- Furu-utsubo: oude potten
- Shirouneri: weggegooid muskietennet.
- Morinji-no-okama: theepot.
- Ungaikyo: spiegels
- Kyourinrin: boekrollen en papier
- Zorigami: klok.
- Abumi-guchi: stijgbeugel

## In media
- In de animatiefilm Hellboy: Sword of Storms komt een groot aantal tsukumogami voor.
- In het MMO Adventure Quest Worlds komen tsukumogami voor.